# Erwan ar Moal
Pour les articles homonymes, voir Le Moal.
Erwan ar Moal, nom de plume d’Yves Le Moal, né le 9 février 1874 à Coadout (Trégor, Côtes-du-Nord) et mort dans la même commune le 14 février 1957, est un écrivain français.

## Biographie
Issu d'un milieu paysan, Erwan ar Moal perd son père très jeune et ne parle dans ses premières années que le breton, n'apprenant le français qu'à partir de l’âge de six ans, quand il entre à l'école de Coadout. Selon lui, sa mère, qui ne possédait que trois livres en breton, La Vie des Saints, L'imitation de Jésus-Christ et La Vie des Quatre Fils Aymon, lui lisait tous les soirs un épisode de l'un de ces livres et, tout petit, il fut capable d'en réciter des passages entiers. 
Il est élève du lycée Notre-Dame de Guingamp, puis il entre au grand séminaire de Saint-Brieuc en 1894, il y reste deux années sans accéder au sacerdoce, car il renonce à être prêtre. 
Il devient enseignant et entame une carrière littéraire, en commençant par collaborer avec François Vallée en 1898 lorsque celui-ci lance un journal en breton Kroaz ar Vretoned (La Croix des Bretons) ; il publie en 1902 un recueil de contes, Pipi gonto. Il devient en 1907 rédacteur en chef de Kroaz ar Vretoned. Cette même année il fonde Breuriez ar Brezoneg et en 1913 un mensuel en breton pour les enfants Arvorig, qui cesse provisoirement de paraître en 1915 au moment où il part au front ; en 1920, cette revue est associée avec Feiz ha Breiz. 
Poète bretonnant, membre de la Gorsedd de Bretagne sous le nom de barde Dir-na-dor (L'acier qui ne rompt pas), il milite après la Première Guerre mondiale avec l'abbé Perrot au sein du mouvement Bleun Brug et fondé en 1927 avec Auguste Bocher la revue Breiz (br), journal hebdomadaire catholique qui fut imprimé de 1927 jusqu'en 1939, dont il fut rédacteur. Il crée aussi en 1932 un hebdomadaire pour enfants, Breizadig, qui parut jusqu'en 1939.
Homme de foi, dès 1933 et 1934 il dénonce avec force dans son journal de langue bretonne Breiz le caractère « diabolique, inhumain et anti-chrétien » du nouveau régime national-socialiste allemand. En 1938, il condamne une nouvelle fois le fascisme et le national-socialisme dans un article qui paraît dans Breiz. Il compare ces idéologies à une peste.
Erwan ar Moal, Goulven Mazéas, et leurs camarades inconnus — comme le mécanicien Le Rouzic de War Zao à Guingamp et ses camarades restés anonymes — ont fait partie de la Résistance.
Erwan ar Moal fait également paraître de nombreuses poésies dans la revue bretonne Feiz ha Breiz.

## Publications
- Ankou dimezet (l'Ankou fiancé), 1900.
- An diaoul-potr (Le diable fait homme), 1900.
- Pipi gonto [1], marvailhou brezonek. Skeudennou gant E. Dudoret. Saint-Brieuc : René Prud'homme, 1902. – Pipi Gonto [2], marvailhou neve. Saint-Brieuc : Ti moullerez Sant-Gwilherm, 1908. (Contes. Rééd. en  1 vol., Quimper : Le Goaziou, 1925.)
- Mojenn an Ankou (Conte de Anatole Le Braz traduit en breton), Kroaz ar Vretoned, 1911.
- Buez ar zent savet gant an Ao. Perrot kure Sant-Nouga (La Vie des Saints, adaptation en breton trégorrois), Morlaix, Ar Gwaziou, 1912.
- Iverzon gwelet gant eur Vretonez, (reportage de Brug ar Menez Du au Congrès Eucharistique de Dublin de 1932 (en) traduit en breton), Moulerez Thomas, Guingamp, 1933.

- Publié par la revue Al Liamm :
  - Prederiañ zo deskiñ mervel, (« Philosopher c'est apprendre à mourir ») traduction de Montaigne ;
  - Ar penn-bazh derv (Le Gourdin de chêne), illustrations Jean-Yves André, An Here, 1991;
  - Ki ar penn marv (Le Chien de la tête de mort), illustrations Tudual Huon, An Here, 1991 ;
  - Paotr e skourjez lêr (L'Homme au fouet de cuir), illustrations Alain Dipode, An Here, 1992.
  - Pipi gonto, Emgleo Breiz, 2001.